# Chery Arrizo 7
La Chery Arrizo 7 (艾瑞泽7) est un modèle de berline produite par le constructeur automobile chinois Chery.

## Aperçu
L'Arrizo 7 a été présenté en avant-première par le concept Chery Alpha 7 qui a fait ses débuts au Salon de l'automobile de Shanghai de 2013. La version de série a été lancée sur le marché automobile chinois fin 2013 avec des prix allant de 78 900 à 126 900 yuans.
La puissance de l'Arrizo 7 provient de deux options de moteur, l'une étant un moteur de 1,6 litre produisant 126 ch et 160 nm, couplé à une boîte de vitesses manuelle à 5 vitesses ou à une CVT. L'option moteur turbo de 1,5 litre ajoutée plus tard produit 147 ch et 220 nm, et est couplée à la même boîte de vitesses manuelle à 5 vitesses ou à une CVT.

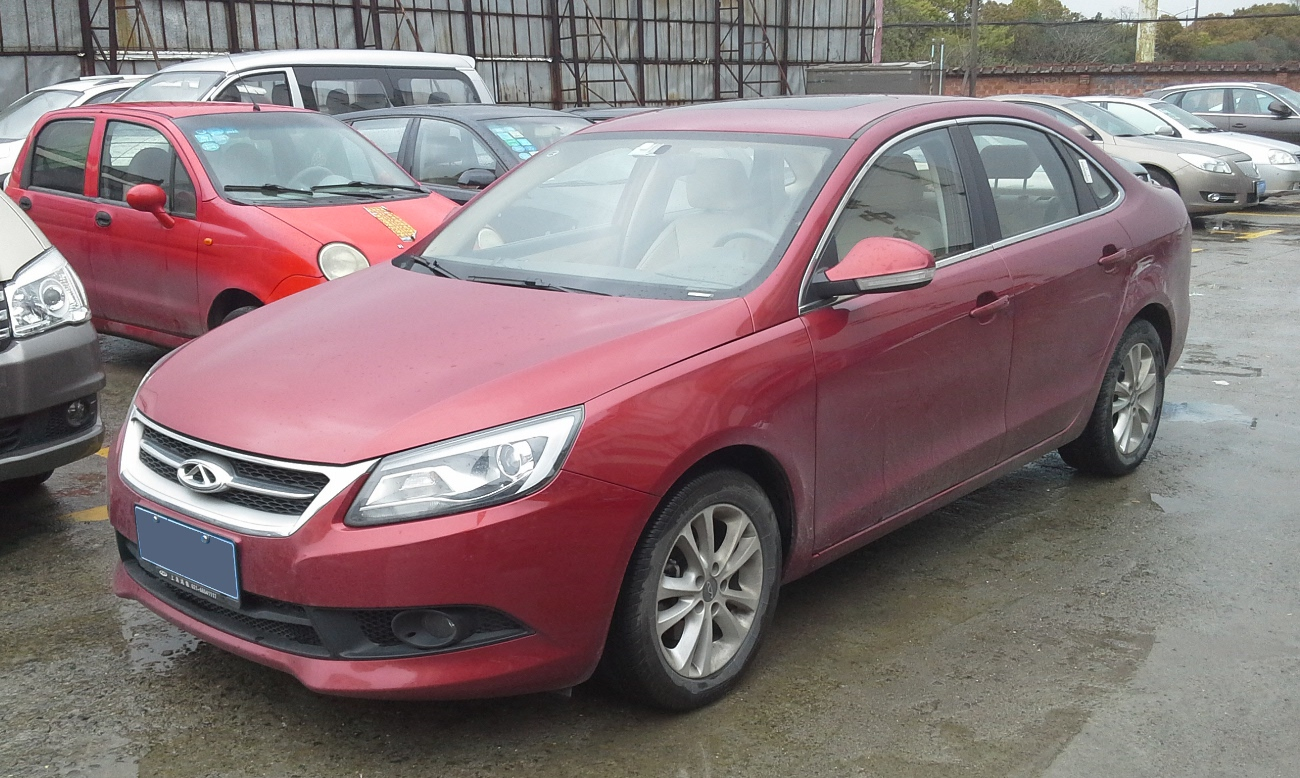
Chery Arrizo 7 vue avant.
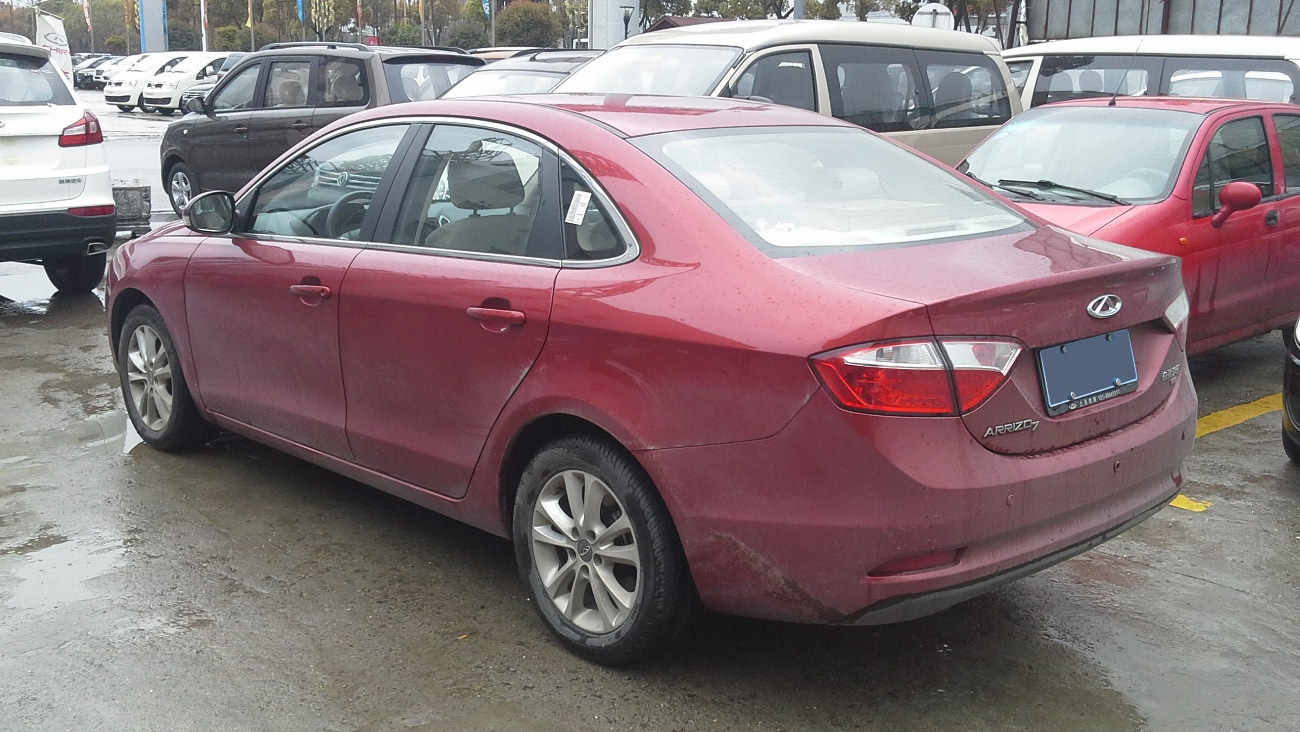
Chery Arrizo 7 vue arrière.
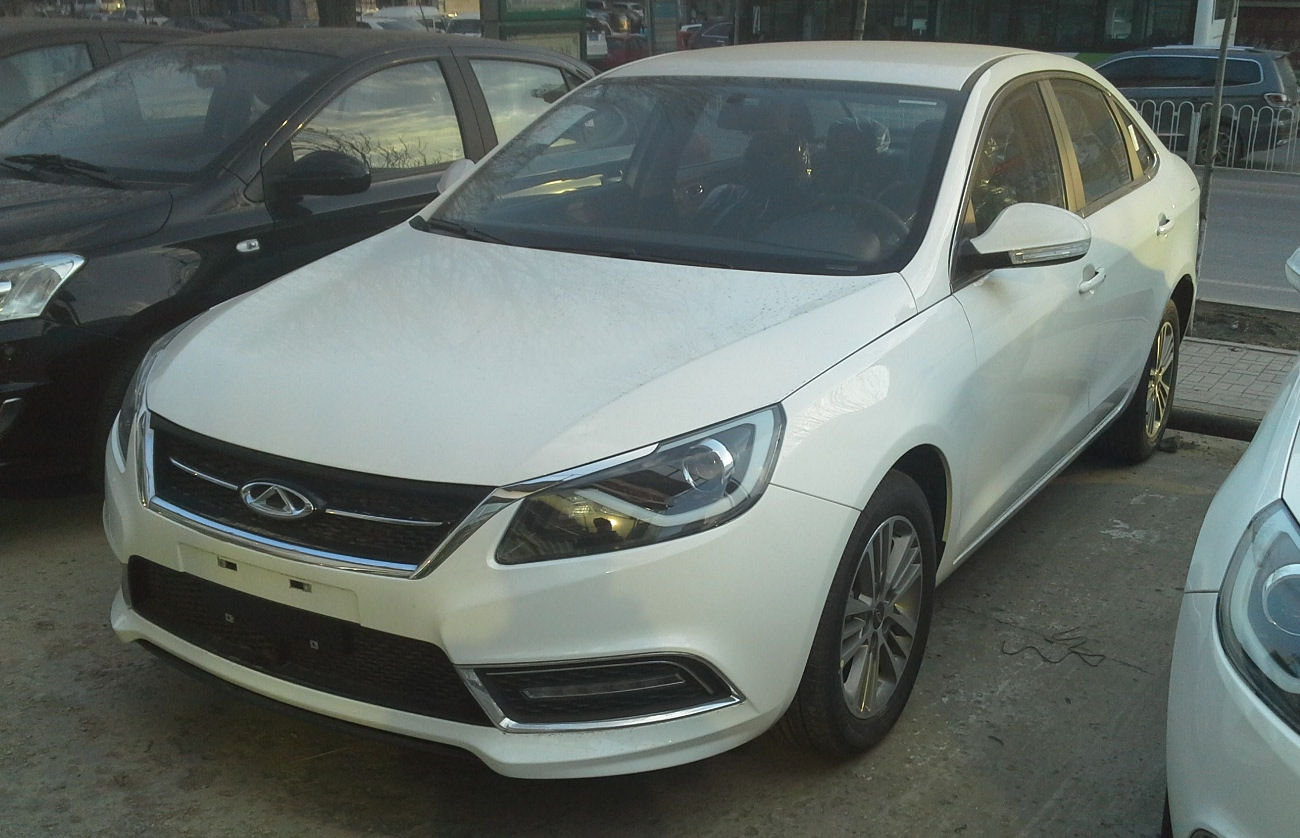
Chery Arrizo 7 avant lifté.

## Arrizo 7e
La Chery Arrizo 7e est la variante électrique hybride rechargeable de la berline Arrizo 7. Lancé sur le marché chinois début 2016, le prix de l'Arrizo 7e était de 179 900 yuans.
Le système hybride rechargeable se compose d'un moteur I4 de 1,6 L de 126 ch (94 kW ; 128 ch) et d'un moteur électrique de 75 ch (56 kW). La capacité de la batterie est de 9,3 kWh, produisant une autonomie de 50 kilomètres en énergie électrique pure et un temps de charge de 5 heures. La consommation de carburant est de 2,2 litres aux 100 kilomètres. La vitesse de pointe est de 180 km/h (112 mph) pour un poids total de 1 590 kilogrammes (3 510 lb).